# Campeonato do Mundo de Polo de 2022
O Campeonato do Mundo de Polo de 2022 foi a 12.ª edição do maior torneio de polo do mundo, disputado em Wellington, Flórida, Estados Unidos, entre 29 de Outubro e 6 de Novembro de 2022, tendo ocorrido com dois anos de atraso por conta da fase mais aguda da Pandemia de COVID-19. Foi a segunda vez que os Estados Unidos sediaram o torneio, a outra edição ocorreu na Califórnia, em 1998.
Este evento reuniu oito equipes de todo o mundo e teve como sede os Estados Unidos, escolhida durante assembleia geral em dezembro de 2017. Os campos que receberam eventos do torneio foram o Valiente Polo Farm e o Campo Um da Associação Estadunidense de Polo.

## Qualificação
Um total de 8 vagas foram oferecidas para o torneio, sendo que as seleções argentina e estadunidense garantiram vaga para o torneio sem passar pelos eventos qualificatórios. A Argentina classificou-se por ser defensora do título mundial, já os Estados Unidos por ser a sede do torneio.
As outras 6 vagas foram decididas por meio de torneios qualificatórios divididos por Zonas. As vagas foram as seguintes:
- Zona A - (América do Norte e Central): 5 times competem por 1 vaga;[4]
- Zona B - (América do Sul): 4 times competem por 1 vaga;[5]
- Zona C - (Europa): 6 times competem por 2 vagas;[6]
- Zona D - (Sudeste Asiático e Oceania): 2 times competem por 1 vaga;[7]
- Zona E - (África, Índia e Paquistão):" 5 times competem por 1 vaga.[8]

|                 | América do Norte e Central                     | América do Sul                    | Europa                                                 | Sudeste Asiático e Oceania  | África, Índia e Paquistão  |
| --------------- | ---------------------------------------------- | --------------------------------- | ------------------------------------------------------ | --------------------------- | -------------------------- |
| Sede do torneio | San Miguel de Allende, México                  | Punta del Este, Uruguai           | Chantilly, França                                      | Brisbane, Austrália         | Joanesburgo, África do Sul |
| Participantes   | - Canadá - Estados Unidos - Guatemala - México | - Brasil - Chile - Peru - Uruguai | - Alemanha - Espanha - França - Itália - Países Baixos | - Austrália - Nova Zelândia | - Índia - Paquistão        |
| Qualificados    | - México                                       | - Uruguai                         | - Espanha - Itália                                     | - Austrália                 | - Paquistão                |

## Campeonato
Classificadas as 8 equipas, elas foram alocadas em duas zonas com 4 participantes cada. Dentro das duas zonas cada time disputou uma partida contra os outros três do grupo.
A equipe que conseguisse o maior número de pontos classificar-se-ía como primeira colocada de sua zona para enfrentar a segunda equipe que conseguir mais pontos na outra zona, na fase de meias-finais.
Todas as partidas seguem o fuso horário local, EST (UTC−04:00).

### Zona A
| Pos | Equipe    | J | V | D | GP   | GC  | SG    | Pts | Classificado |
| --- | --------- | - | - | - | ---- | --- | ----- | --- | ------------ |
| 1   | Argentina | 3 | 3 | 0 | 29   | 9.5 | +19.5 | 6   | Próxima fase |
| 2   | Espanha   | 3 | 2 | 1 | 23.5 | 18  | +5.5  | 4   | Próxima fase |
| 3   | Paquistão | 3 | 1 | 2 | 20   | 30  | −10   | 2   |              |
| 4   | México    | 3 | 0 | 3 | 17   | 32  | −15   | 0   |              |

| 29 de outubro | México | 4½–10 | Argentina | Valiente Polo Farm, Wellington, Flórida. |
| 9:30          |        |       |           |                                          |

| 29 de outubro | Paquistão | 7½–9 | Espanha | Valiente Polo Farm, Wellington, Flórida. |
| 11:30         |           |      |         |                                          |

| 31 de outubro | Argentina | 13–1½ | Paquistão | Valiente Polo Farm, Wellington, Flórida. |
| 9:30          |           |       |           |                                          |

| 31 de outubro | Espanha | 11–4½ | México | Valiente Polo Farm, Wellington, Flórida. |
| 11:30         |         |       |        |                                          |

| 2 de novembro | Espanha | 3½–6 | Argentina | Valiente Polo Farm, Wellington, Flórida. |
| 13:30         |         |      |           |                                          |

| 2 de novembro | México | 8–11 | Paquistão | Valiente Polo Farm, Wellington, Flórida. |
| 15:30         |        |      |           |                                          |

### Zona B
| Pos | Equipe         | J | V | D | GP   | GC   | SG   | Pts | Classificado |
| --- | -------------- | - | - | - | ---- | ---- | ---- | --- | ------------ |
| 1   | Uruguai        | 3 | 2 | 1 | 25   | 18.5 | +6.5 | 4   | Próxima fase |
| 2   | Estados Unidos | 3 | 2 | 1 | 20.5 | 17   | +3.5 | 4   | Próxima fase |
| 3   | Itália         | 3 | 2 | 1 | 18   | 18   | 0    | 4   |              |
| 4   | Austrália      | 3 | 0 | 3 | 16.5 | 26.5 | −10  | 0   |              |

| 29 de outubro | Itália | 3½–9 | Uruguai | Valiente Polo Farm, Wellington, Flórida. |
| 13:30         |        |      |         |                                          |

| 29 de outubro | Austrália | 4–9 | Estados Unidos | Campo Um da Associação Estadunidense de Polo, Wellington, Flórida. |
| 15:30         |           |     |                |                                                                    |

| 31 de outubro | Uruguai | 9–7½ | Austrália | Valiente Polo Farm, Wellington, Flórida. |
| 13:30         |         |      |           |                                          |

| 31 de outubro | Estados Unidos | 4–6 | Itália | Valiente Polo Farm, Wellington, Flórida. |
| 15:30         |                |     |        |                                          |

| 2 de novembro | Itália | 8½–5 | Austrália | Valiente Polo Farm, Wellington, Flórida. |
| 9:30          |        |      |           |                                          |

| 2 de novembro | Uruguai | 7–7½ | Estados Unidos | Valiente Polo Farm, Wellington, Flórida. |
| 11:30         |         |      |                |                                          |

## Fase final
A fase final consistiu em 4 partidas, sendo duas de meias-finais, formadas a partir da classificação na fase anterior, uma para decidir o terceiro colocado e outra para definir o título do torneio.

### Meias finais
| 4 de novembro | Argentina | 8–9 | Estados Unidos | Valiente Polo Farm, Wellington, Flórida. |
| 12:00         |           |     |                |                                          |

| 4 de novembro | Uruguai | 7–10½ | Espanha | Valiente Polo Farm, Wellington, Flórida. |
| 15:00         |         |       |         |                                          |

### Disputa pelo 3º lugar
| 6 de novembro | Argentina | 7½–9 | Uruguai | Campo Um da Associação Estadunidense de Polo, Wellington, Flórida. |
| 12:00         |           |      |         |                                                                    |

### Final
| 6 de novembro | Estados Unidos | 10–11 | Espanha | Campo Um da Associação Estadunidense de Polo, Wellington, Flórida. |
| 15:00         |                |       |         |                                                                    |

### Chaveamento
|  | Semifinais          | Semifinais          |    |                     | Final               | Final |  |
|  |                     |                     |    |                     |                     |       |  |
|  | Wellington, Flórida |                     |    |                     |                     |       |  |
|  | Argentina           | 8                   |    |                     |                     |       |  |
|  | Estados Unidos      | 9                   |    |                     |                     |       |  |
|  |                     |                     |    |                     |                     |       |  |
|  |                     |                     |    |                     | Wellington, Flórida |       |  |
|  |                     |                     |    |                     | Estados Unidos      | 10    |  |
|  |                     | Espanha             | 11 |                     |                     |       |  |
|  |                     |                     |    |                     |                     |       |  |
|  |                     |                     |    |                     |                     |       |  |
|  |                     |                     |    |                     | Terceiro lugar      |       |  |
|  | Wellington, Flórida | Wellington, Flórida |    | Wellington, Flórida | Wellington, Flórida |       |  |
|  | Uruguai             | 7                   |    | Argentina           | 7½                  |       |  |
|  | Espanha             | 10½                 |    |                     | Uruguai             | 9     |  |

| XII Campeonato do Mundo de Polo Espanha 1.º título |

| Posição | Equipa         | Campanha |
| ------- | -------------- | -------- |
| 2       | Estados Unidos | 3–2      |
| 3       | Uruguai        | 3–2      |
| 4       | Argentina      | 3–2      |
| 5       | Itália         | 2–1      |
| 6       | Paquistão      | 1–2      |
| 7       | Austrália      | 0–3      |
| 8       | México         | 0–3      |